# دید دوچشمی
دید دوچشمی گونه‌ای از بینایی است که در آن جانور می‌تواند از هر دو چشم (به‌طور مستقل) در بینایی بهره ببرد. مزایای دید دوچشمی عبارتند از:

میدان دید یک جغد با دید معمولی (سمت راست) در برابر یک کبوتر با دید دوچشمی (سمت چپ).

1. جانور می‌تواند در صورت آسیب یک چشم به خوبی از چشم دیگر در بینایی بهره ببرد
2. میدان دید جانور گسترده‌تر می‌شود اما جانوری که دید معمولی داشته باشد میدان دید کوچکتری دارد برای نمونه، انسان‌ها که دید معمولی دارند تنها می‌توانند زاویه‌ای در حدود ۱۹۰ درجه از فضای روبروی خود را ببینند که ۱۲۰ درجه از آن در بازهٔ دید هر دو چشم مشترک است و تنها حدود ۴۰ درجه هر چشم بیشتر از چشم دیگر می‌بیند.[۱]
3. توانایی دید مستقل در هر دو چشم به جانور کمک می‌کند تا از دو زاویه نقطهٔ هدف را ببیند، با کمک این اختلاف‌منظر درک جانور از پیرامون خود و فاصلهٔ نقطهٔ هدف دقیق تر می‌شود (فهم عمق بهتری پیدا می‌کند) همچنین بهتر می‌توانند موجود دیگری که پنهان شده را پیدا کند.
4. وقتی جانور میدان دید وسیع تری دارد و از طرفی می‌تواند در دو زاویهٔ متفاوت نقطهٔ هدف را ببیند بنابراین می‌تواند بخشی یا همهٔ جسمی را که پشت یک مانع قرار گرفته ببیند این توانایی در بینایی جانداران نخستین بار از سوی لئوناردو دا وینچی شناسایی شد جانور دارای دید دوچشمی با تجمیع اطلاعاتی که از دید هر یک از چشم‌هایش به مغز می‌رسد می‌تواند اجسامی که خیلی در چشم نمی‌آیند را هم درک کند.[۲]

جانورانی که دید دوچشمی دارند می‌توانند درک کنند که به کدام چشم نور رسیده‌است (در اثر نور تحریک شده)، اگر بخواهند می‌توانند با اینکه دو چشمشان باز است تنها با یک چشم ببینند، می‌توانند آنچه در میدان دید هر دو چشم وجود دارد را با هم ترکیب کنند و فقط یک تصویر ببینند، یا هنگامی که هر یک از چشم‌ها تصویری بسیار متفاوت می‌بیند، تصویر دیده شده توسط هر یک از چشم‌ها را به دلخواه ببینند.
دوچشمی بودن به یک جانور کمک می‌کند تا در تعقیب، جابجایی و چنگ انداختن بهتر عمل کند.

## نمونه‌ها
برخی جانوران بخصوص آنهایی که شکار می‌شوند، معمولاً چشم‌های خود را در دو جهت مختلف می‌گذارند تا میدان دید گسترده‌تری داشته باشند از آن جمله می‌توان به خرگوش، گاومیش‌های آسیایی و شاخ‌درازان اشاره کرد. حتی برخی پرنده‌ها بدون آنکه مجبور باشند چشمان خود را تکان دهند میدان دید ۳۶۰ درجه دارند.
دید دوچشمی جانوران درنده‌ای که چشمانشان در جلوی صورتشان است، بیشتر صرف بهتر دیدن نقطهٔ روبرو می‌شود و آنها از میدان دید کوچکتری برخوردارند. ناگفته نماند که چشمانی که در جلوی صورت مهره‌داران وجود دارد بسیار تکامل یافته و متنوع است و به آنها امکانات زیادی می‌دهد تنها سه دسته از مهره‌داران وجود دارد که چشمانشان کاملاً رو به جلو در صورتشان است این سه گروه عبارتند از: نخستی‌سانان، گوشت‌خوارسانان و پرندگان شکاری.
برخی جانوران شکارچی مانند نهنگ عنبر و نهنگ قاتل با اینکه احتمالاً از دید دوچشمی برخوردارند اما چشمانشان در دو سوی سرشان قرار گرفته‌است. جانورانی مانند خفاش میوه‌خوار که لزوماً شکارچی نیستند و برخی از نخستی‌سانان که چشمان روبرو دارند برای درک بهتر از عمق و گرفتن و چنگ انداختن به یک شاخه یا غذا از دید دوچشمی خود بهره می‌برند.
البته معمولاً جانورانی که چشمشان در جلوی صورتشان است چشم‌ها را در یک زاویه حرکت می‌دهند.